# 安定镇 (子长市)
安定镇，是中华人民共和国陕西省延安市子长市下辖的一个乡镇级行政单位。

## 行政区划
安定镇下辖以下地区：
安定社区、安定村、高家沟村、廖公桥村、张家岔村、崖堤村、魏家砭村、新庄村、周家圪台村、十里铺村、倪家沟村、屈家沟村、田家洼村、唐家寨村、张家渠村、三十里铺村、南沟村、二十里铺村、王家庄村、清水沟村、李家岔村、孙家畔村、王家沟村、唐家川村、石畔村、白杨树坪村、强家湾村、董家沟村和李家沟村。